# Jardin Federico-García-Lorca
Ne doit pas être confondu avec Parc Federico-García-Lorca (Grenade) ou Parc Federico-García-Lorca (Séville).
Le jardin Federico-García-Lorca, anciennement square Federico-García-Lorca après avoir été dénommé square du Port-de-l'Hôtel-de-Ville, est un jardin et square de Paris, situé dans le 4e arrondissement,.

## Situation et accès
Le jardin se situe sur la partie basse des berges de Seine. Il est surplombé par le quai de l'Hôtel-de-Ville et par l'Hôtel de Ville de Paris.
Il fait partie du parc des Rives-de-Seine, inauguré le 2 avril 2017.
Il est desservi par la ligne 7 aux stations Sully - Morland et Pont Marie et par les lignes 1 et 11 à la station Hôtel de Ville.
Le Batobus marque l'arrêt dans le jardin, au port de l'Hôtel-de-Ville.

## Origine du nom
Il rend hommage à Federico García Lorca (1898-1936), poète et dramaturge espagnol, également peintre, pianiste et compositeur, assassiné en Andalousie sous le franquisme en raison de ses idées en faveur de la Seconde République espagnole et de son homosexualité.

## Historique
Le jardin a pris son nom en 2013. Il a été entièrement réhabilité dans le cadre de la piétonisation des Berges de Seine et du Parc des Rives de Seine en 2017.
Il est très fréquenté par les photographes pour son panorama sur les îles de la Cité et de Saint-Louis.

## Bâtiments remarquables et lieux de mémoire
- L'Hôtel de Ville de Paris et le jardin des Combattants-de-la-Nueve ;
- Le quartier du Marais ;
- La Seine.

Situation du jardin
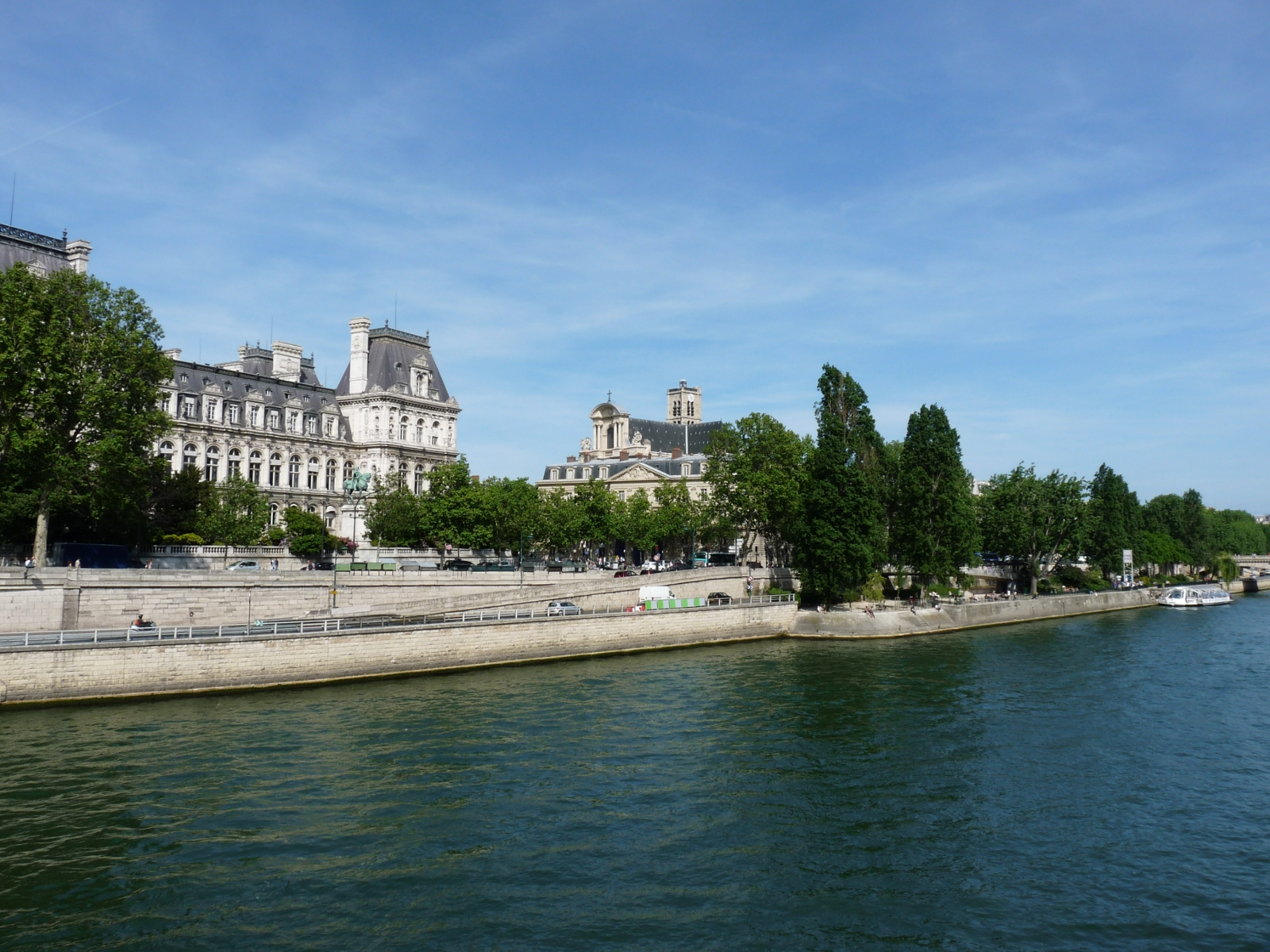
Le jardin Federico-García-Lorca, le quai de l'Hôtel de Ville et l'Hôtel de Ville de Paris.